# Handschrift 611
Handschrift  611 is een 15e-eeuws manuscript met de tekst Tractatus de contractibus usurariis sive Foeneratorium, geschreven door Arnoldus Gheylhoven van Rotterdam in 1467. Het manuscript kwam later in bezit van Theodoricus Loeff de Hairlem en die het later schonk aan het Kartuizerklooster Nieuwlicht bij Utrecht.  Tegenwoordig wordt het bewaard in de Universiteitsbibliotheek Utrecht. Het is te citeren als: Universiteitsbibliotheek Utrecht Hs. 611 (Hs 3 H 7 fol.).

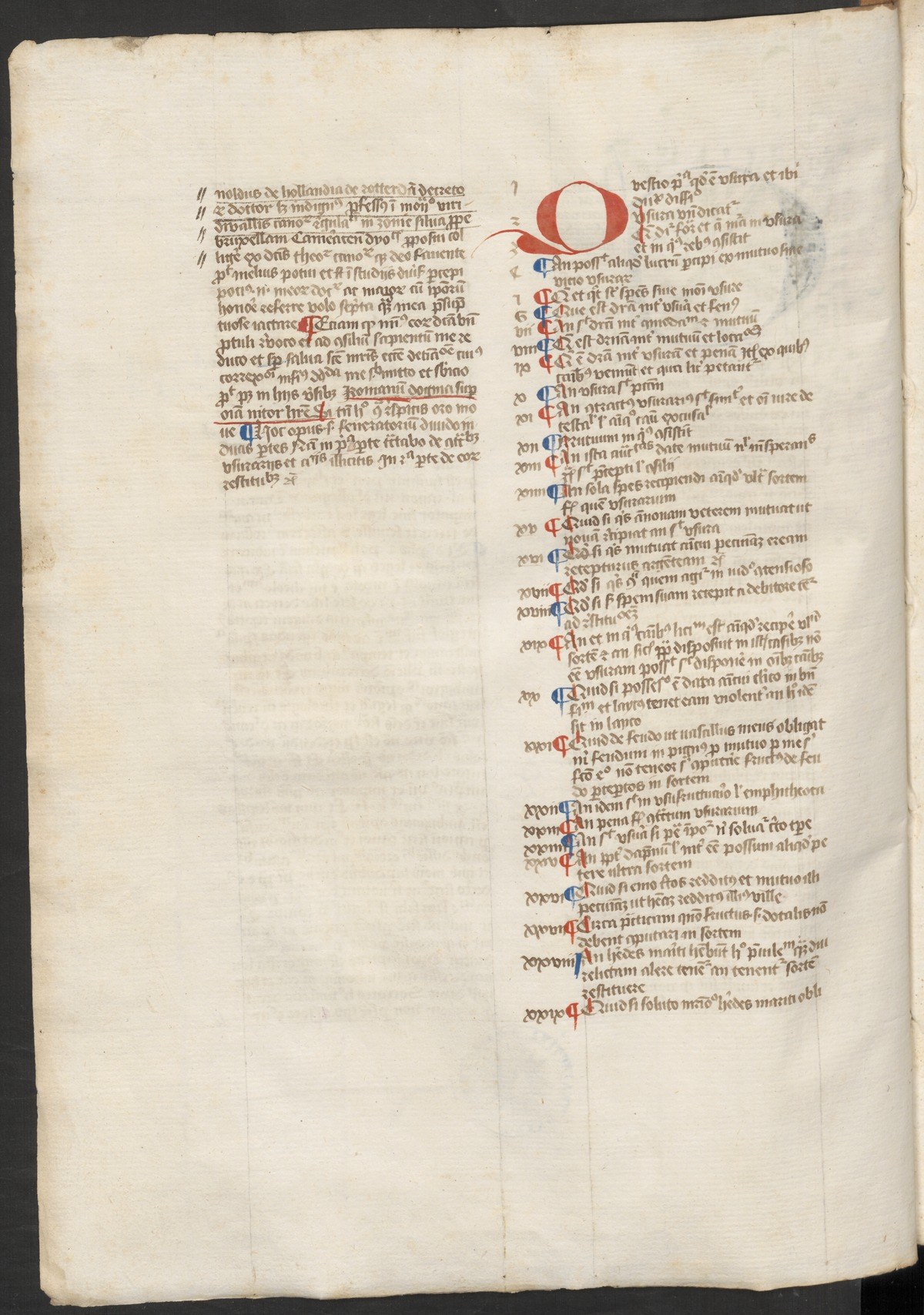
Hs. 611, fol. 1v. De inhoudsopgave met Romeinse en Arabische cijfers en met afwisselend rode en blaue paragraaftekens.

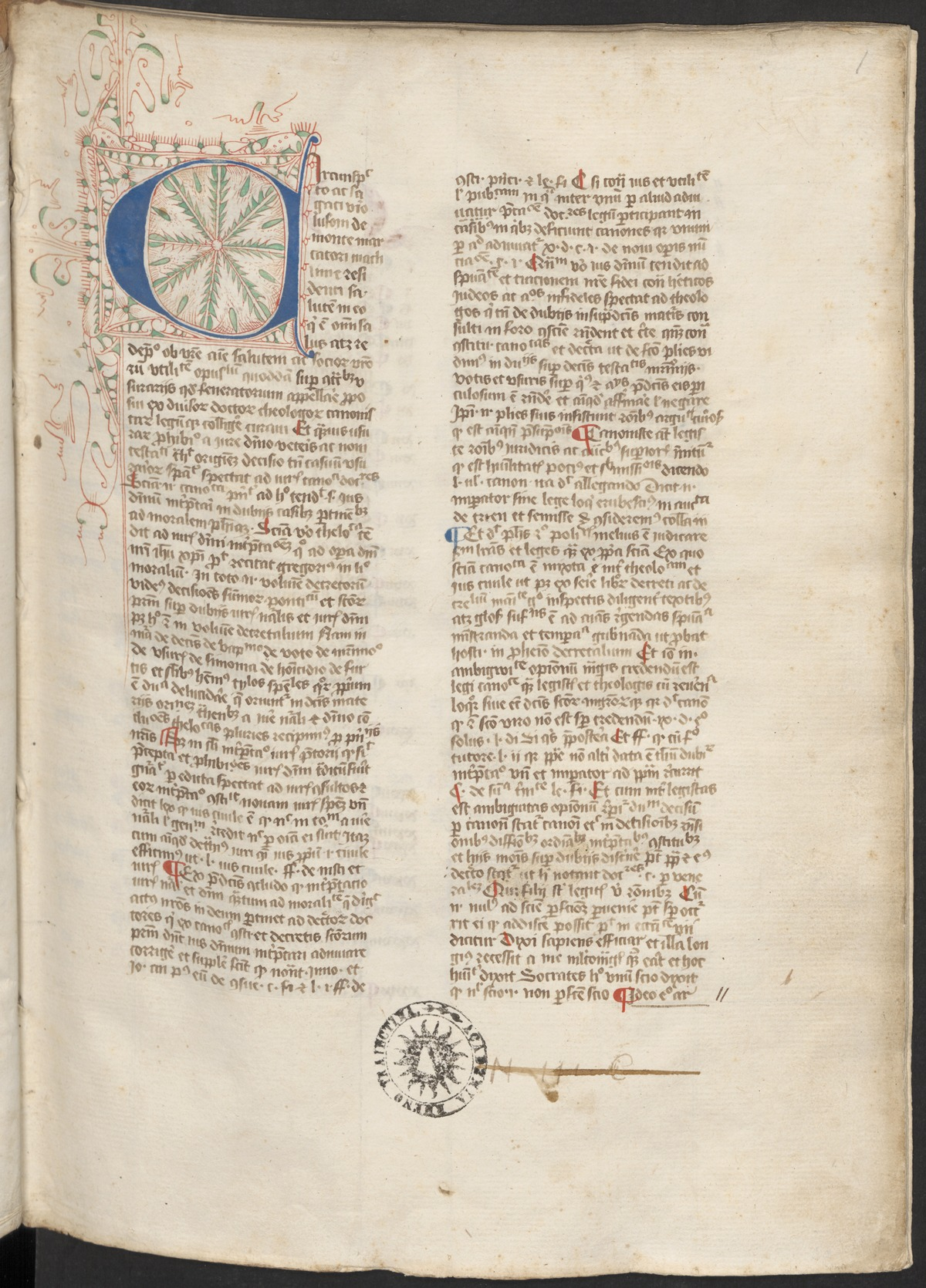
Hs. 611, fol. 1r. De openingsagina toont een penwerkinitiaal, diverse correcties, paragraaftkens en een “N O T A” teken.

## Schrift
Het manuscript is volgens het colofon (fol. 131r) vervaardigd in 1467. Het werk is in het Latijn geschreven in een gotisch schrifttype.  Dit type schrift was populair van de 13e tot de 15e eeuw. De uitvoering ervan hing af van het soort boek en de status ervan, of van de wensen van de opdrachtgever. Er zijn vier basistypen van deze schriftsoort die zich vooral onderscheiden in de uitvoering van de stokletters.  Het schrift in dit handschrift lijkt het meest op de rotunda, waar de stokletters beginnen met een aanzetstreepje en de letters aan de bovenkant rond zijn afgewerkt. Maar er zijn ook letters die bestaan uit boogvormen (bijvoorbeeld de letter o) waarbij de rondingen soms hoekig zijn afgewerkt. Het schrift bevat ook ligaturen (letters die elkaar raken en zo met elkaar vergroeien).

## Het manuscript
Het handschrift is gebonden in een band van leer over houten platten, met daaraan bevestigde boeksloten. Het leer is gestempeld in een diamantpatroon met driedubbele lijnen. Op de rug staat in rood de titel Foeneratorium.
Dit manuscript bestaat uit 131 papieren bladen (folia) van 297 x 217 mm, met perkamenten schutbladen aan de voor- en achterkant. De tekst bestaat uit drie onderdelen, die allemaal zijn geschreven in 2 kolommen. Het eerste gedeelte (fol. 1r en een deel van 1v) vormt de proloog. Het tweede deel (fol. 1v tot halverwege fol. 5r) bevat een genummerde paragraafindeling van de tekst en geeft zo een inhoudsopgave. De nummering van onderdeel 2 correspondeert met de nummers in de tekst zelf (deel 3), die de rest van de inhoud beslaat.

### Decoratie
Het handschrift bevat een penwerkinitiaal aan het begin van de proloog (fol. 1r). Het penwerk is aangebracht in de kleuren blauw, groen en rood in en rond de blauwe initiaal. Het motief waarmee de initiaal is opgevuld lijkt op groene baderen. Onderaan het blad staat een oude bezitsstempel. De tekst bevat veel paragraaftekens in blauw en rood. Er zijn in de tekst ook vaak versierde cadellen aangebracht op de bovenste regels van kolommen. Hieruit blijkt toch een zekere decoratieneiging van de schrijver.

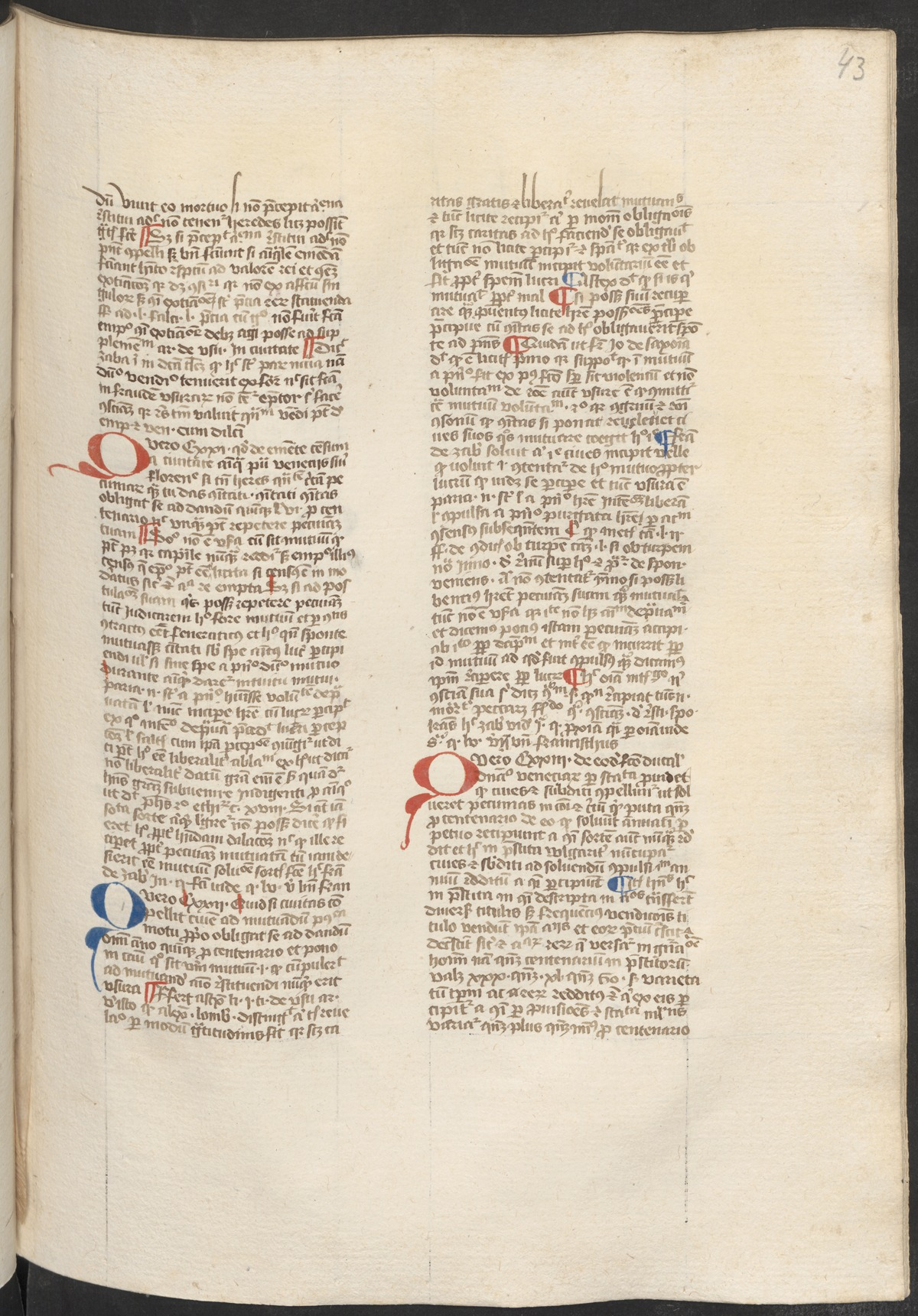
Hs. 611, fol. 43r. Op deze tekstpagina zijn de versierde cadellen op de bovenste regels en de nummering die correspondeert met de inhoudsopgave goed te zien.

## Herkomst
De herkomst van dit handschrift blijkt uit een in het Latijn gesteld gedrukt tekstje dat op het eerste perkamenten schutblad is bevestigd. De tekst vermeldt vorige bezitters en looft God. Het manuscript werd in de collectie van de Universiteitsbibliotheek ondergebracht in de sectie Rechtsfilosofie. Kartuizer klooster Nieuwlicht, of Bloemendaal, werd in 1391 ten noorden van Utrecht gesticht door de edelman Zweder van Gaesbeek. De bibliotheek van dit klooster bleef lange tijd in tact. De meeste boeken worden nu bewaard in de Universiteitsbibliotheek Utrecht. Ook de kloosterarchieven zijn grotendeels bewaard gebleven.